# Муратов, Александр Александрович (гинеколог)
Алекса́ндр Алекса́ндрович Мура́тов (18 июля 1851—1918) — русский акушер и гинеколог, заслуженный профессор Киевского университета.

## Биография
Окончил гимназию[уточнить] и медицинский факультет Московского университета (1875). По окончании университета был избран штатным ординатором акушерской клиники университета, организовал при ней повивальную школу. Во время русско-турецкой войны 1877—1878 годов был ординатором Лефортовского госпиталя.
В 1879 году защитил диссертацию «Материалы для акушерской статистики города Москвы», за которую получил степень доктора медицины. В 1886 году был назначен приват-доцентом Московского университета по кафедре акушерства и гинекологии. В 1891 году возглавил гинекологическое отделение в Екатерининской больнице, куда и перевел свою преподавательскую деятельность.
В 1898 году был назначен экстраординарным профессором Юрьевского университета по кафедре акушерства и гинекологии, а в 1901 году — переведён в киевский университет Святого Владимира. Возглавлял кафедру акушерства и гинекологии до 1917 года, был удостоен звания заслуженного ординарного профессора (1912). Также был секретарем медицинского факультета. Дослужился до чина действительного статского советника (1907), из наград имел ордена Св. Станислава 2-й степени (1900), Св. Анны 2-й степени (1904) и Св. Владимира 3-й степени (1911).
Помимо университета преподавал на Самаритских женских курсах, был одним из инициаторов открытия медицинского отделения Высших женских курсов в Киеве. Также был директором акушерско-гинекологической клиники и повивальной школы при Киевском университете. Кроме того, состоял председателем физико-медицинского общества при университете, председателем акушерско-гинекологического общества, товарищем председателя Общества для борьбы с заразными заболеваниями, вице-председателем киевского отдела Общества покровительства животным, пожизненным членом Международного конгресса акушерства и гинекологии. Был действительным членом Киевского клуба русских националистов (с 1912).
Судьба после 1917 года неизвестна.

## Труды
- Материалы для акушерской статистики города Москвы. — М., 1879;
- К учению о внематочной яичниковой беременности // «Журнал акушерства и женских болезней». — 1889, № 6;
- К лечению внематочной беременности в начальных стадиях её развития. — М., 1893;
- К вопросу о различных изменениях в организме женщин после удаления маточных придатков. — М., 1894;
- Очерки клинических наблюдений над внематочной беременностью. — СПб., 1896;
- Введение в курс акушерства и гинекологии в связи с клиническими методами преподавания. — Юрьев, 1898;
- Клинические лекции по акушерству и гинекологии, читанные студентам Императорского Юрьевского университета. — Юрьев, 1900;
- К вопросу о пределах хирургического вмешательства в области гинекологии и акушерства. — Киев, 1901;
- К вопросу об образовании мужской уретры у больной эписпадией, соединенной с расщеплением лонного соединения // Русский Врач. — 1902;
- Причины сравнительной слабости организма современной женщины. — Киев, 1904.